# Самойлова Балка
Само́йлова Ба́лка (согласно данным гидрологической изученности — Без названия, у х. Вишневский) — река на Северном Кавказе, левый приток реки Кубань. Длина — 20 км, площадь бассейна 143 км².
Раньше (до 1932 г.) имела поверхностный сток в реку Кубань. Однако для разработки карьеров сток реки был искусственно изменён. В настоящее время имеется проект пустить реку по заброшенным карьерам, чтобы она разработала себе новое русло. В 1970-х гг. в центре города Гулькевичи река была очищена и углублена, но к настоящему времени состояние её русла значительно ухудшилось.